# Brocchinia reducta
Brocchinia reducta Baker, 1882 è una pianta appartenente alla famiglia delle Bromeliacee. Come poche altre specie di questa famiglia, è una pianta carnivora.

## Descrizione
Come tutte le Bromeliacee, forma, per mezzo delle sue foglie sovrapposte, delle urne capaci di raccogliere l'acqua piovana. Le foglie che circondano l'urna sono ricoperte di squame lisce e cerose, che riflettono i raggi ultravioletti.

## Distribuzione e habitat
È nativa del Venezuela, della Guyana e del Brasile settentrionale.
Vive in suoli poveri di nutrienti.
Cresce soprattutto sui tepui dell'altopiano Gran Sabana condividendo questo habitat con altre specie di piante carnivore come Heliamphora spp.

## Carnivorosità
Poiché molti insetti sono attratti dagli ultravioletti, le foglie di questa pianta fungono da esca per essi. L'acqua contenuta all'interno delle urne, inoltre, emette un odore dolciastro capace di attirare formiche ed altri insetti.
Il rivestimento liscio e ceroso delle foglie impedisce alle prede di trovare punti di appoggio; questo fa sì che esse scivolino all'interno dell'urna, dove annegano.
È stato discusso il fatto che B. reducta non fosse una pianta carnivora in senso stretto, poiché non era mai stata dimostrata la produzione di enzimi digestivi da parte della pianta. Nel 2005 invece, è stato dimostrato che la pianta produce una fosfatasi e quindi che essa può essere considerata pianta carnivora a tutti gli effetti. Gli enzimi ed i batteri presenti nell'acqua delle urne digeriscono gli insetti intrappolati e rilasciano i nutrienti che vengono assorbiti dalle foglie.